# Priscilla Anne Fane
Priscilla Anne Fane (rozená Wellesley-Pole), hraběnka z Westmorlandu (1793 – 18. února 1879, Londýn, Anglie), v letech 1811 až 1841 Lady Burghersh byla britská lingvistka a umělkyně.

## Životopis
Priscilla Anne Wellesley-Pole byla čtvrtým dítětem ctihodného Williama Wellesley-Polea, později prvního barona Maryborougha a třetího hraběte z Morningtonu, Katharine Elizabeth, nejstarší dcery ctihodného Johna Forbes. Arthur Wellesley, 1. vévoda z Wellingtonu, byl její strýc. Priscilla byla velmi oblíbená u svého strýce, který měl vysoké mínění o jejím politickém úsudku, stejně jako lord Melbourne, který ji používal jako prostředníka při diskusích s Wellingtonem o možném vytvoření koalice.
V roce 1811 se provdala za Johna Faneho, lorda Burghersha, syna Johna Faneho, 10. hraběte z Westmorlandu, s nímž měla pět synů a jednu dceru: z jejích dětí ji přežil pouze Francis Fane, 12. hrabě z Westmorland a lady Rose Weighell. Když se její manžel v roce 1841 stal 10. hrabětem z Westmorlandu, stala se hraběnkou z Westmorlandu a pod tímto jménem je známá. Byla uznávanou lingvistkou. Ještě jako lady Burghersh vystavovala v letech 1833 až 1841 na výstavě v Suffolku šest figurálních obrazů. V letech 1843 a 1857 poslala dva obrazy s biblickou tematikou do British Institution (celý název Britská instituce pro podporu výtvarného umění) byla soukromá společnost z 19. století vytvořená v Londýně. Její obraz Anny, hraběnky z Morningtonu, obklopené svými třemi významnými syny, lordem Wellesleyem, vévodou z Wellingtonu a lordem Cowleyem, byl vyryt a je dobře znám.

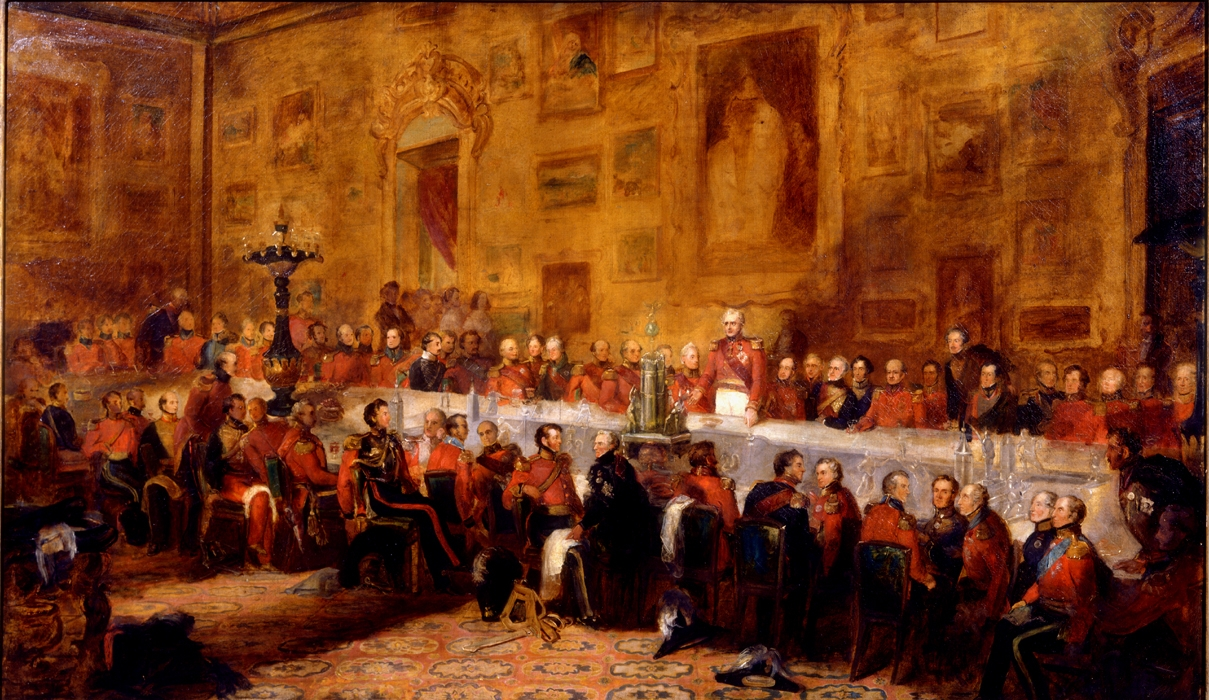
Banket na počest vítězství u Watterloo v domě vévody z Welingtonu, malíř William Salter

Malovat se učila u Williama Saltera a stala se jeho patronkou. Když byl Salter jel na koni v Hyde Parku, náhodou viděl banket, konaný na počest vítězství v bitvě u Waterloo, který se právě konal v domě vévody z Wellingtonu. Lady Priscilla přesvědčila vévodu a Salterovo mistrovské dílo s 83 portréty účastníků banketu mohlo vzniknout.
Zemřela na 29. Portman Square v Londýně 18. února 1879 a byla pohřbena 25. února v Apethorpe v Northamptonshire. Její dcera Lady Rose Weigall upravila a vydala dva svazky výběrů její korespondence.